# Saimiri collinsi
El mono ardilla de Collins (Saimiri collinsi) es una especie de primate de la familia Cebidae endémica de Brasil. Fue considerada inicialmente como subespecie de Saimiri sciureus, pero el análisis filogenético, así como la comparación morfológica, permitieron describirla como una especie diferente, a partir de 2014. Varios expertos aun consideran este taxón como subespecie S. sciureus collinsi.

## Características
Alcanza una longitud total de aproximadamente 66 cm, de los cuales 41 cm corresponden al largo de la cola y 25 cm al cuerpo. Presenta la corona de color amarillo, área blánca alrededor de las orejas muy estrecha y sin continuidad con el antifaz blanco alrededor de los ojos; nuca amarilla con pintas grises; hombros grisáceos y parte superior de la espalda color amarillo brillante bañado de gris, partes central e inferior de la espalda y cintura de color castaño anaranjado con parches negruzcos; brazos, manos y pies amarillos. El ancho del cigomático del macho es significativamente menor que el de S. sciureus. La distancia entre los molares superiores de las hembras es más estrecha en S. collinsi.

## Distribución
Se encuentra  en la cuenca sur del río Amazonas, desde el río Tapajós hacia el oriente, hasta Maranhão, y en Marajó.